# Epiblema insidiosana
Epiblema insidiosana es una especie de polilla del género Epiblema, familia Tortricidae.
Fue descrita científicamente por Heinrich en 1923.

## Distribución
Se encuentra en Carolina del Norte.